# Манус Враувдент
Ерманус "Манус" Лодевікус Віллебрордус Враувдент (нід. Hermanus "Manus" Lodevicus Willebrordus Vrauwdeunt, 29 квітня 1915, Роттердам — 8 червня 1982, там само) — нідерландський футболіст, що грав на позиції нападника за клуб «Феєнорд», а також національну збірну Нідерландів.
Триразовий чемпіон Нідерландів. Володар Кубка Нідерландів. 

## Клубна кар'єра
У футболі дебютував 1931 року виступами за команду «Феєнорд», кольори якої і захищав протягом усієї своєї кар'єри гравця, що тривала цілих сімнадцять років.  У складі «Феєнорда» був одним з головних бомбардирів команди, маючи середню результативність на рівні 0,49 голу за гру першості. За цей час тричі виборював титул чемпіона Нідерландів.

## Виступи за збірну
1937 року дебютував в офіційних матчах у складі національної збірної Нідерландів, зігравши свій єдиний поєдинок проти Швейцарії (2-1). Забив гол на 70-й хвилині матчу. Маючи зріст 1,59 м він є найменшим гравцем, який коли-небудь грав за помаранчевих.
Був присутній в заявці збірної на чемпіонаті світу 1934 року в Італії, але на поле не виходив.
Помер 8 червня 1982 року на 68-му році життя.

## Титули і досягнення
- Чемпіон Нідерландів (3):

«Феєнорд»: 1935-1936, 1937-1938, 1939-1940
- Володар Кубка Нідерландів (1):

«Феєнорд»: 1934-1935